# Frejzer Stodart
Ser Džejms Frejzer Stodart (24. maj 1942 — 30. decembar 2024) bio je škotski hemičar, koji je član upravnog odbora, profesor hemije i rukovodilac Stodartove mehanostereohemijske grupe u Departmanu za hemiju Nortvestern univerziteta u Sjedinjenim Američkim Državama. On je radio u oblastima supramolekularne hemije i nonotehnologije. Stodart je razvio visoko efikasne sinteze mehanički vezanih molekularnih arhitektura, kao što su molekularni boromejski prstenovi, katenani i rotaksani koristeći procese molekularnog prepoznavanja i molekularnog samostalnog sklapanja. On je demonstrirao da se te topologije mogu primeniti kao molekularni prekidači i motorni molekuli. Njegova grupa je čak primenila te strukture u proizvodnji nanoelektronskih uređaja i nanoelektromehaničkih sistema (NEMS). Za svoje doprinose je nagrađen brojnim priznanjima uključujući Kralj Fejsalovu međunarodnu nagradu za nauku 2007. godine. On je podelio Nobelovu nagradu za hemiju sa Benom Feringom i Žan-Pjer Sovaž‎‎om 2016. godine za rad na dizajnu i sintezi molekularnih mašina.